# 哈恩 (北莱茵-威斯特法伦州)
哈恩（德語：Haan，發音：[haːn] ⓘ）是德国北莱茵-威斯特法伦州杜塞尔多夫行政区梅特曼县的城市，面积24.19平方千米，2023年12月31日人口为30,558人。

## 歷史
哈恩最早可追溯到西元前2200年，現今哈恩市中心在當時就有人居住，並有防禦土堤、木柵欄和樹籬等建築存在。因此，Haan這個名稱可能源自“Hagen”，其語言演變類似於“Hain”（小樹林）。
自西元718年起，哈恩靠近萨克森—弗兰肯边境，該邊界位於今日的松博恩與埃爾伯費爾德，兩地皆位於現今的伍珀塔尔。由于現今皇帝大街（Kaiserstraße）是弗兰肯军队向东进軍的路线，因此在哈恩設立了一個行商系統供應士兵補給。
在中世纪盛期早期前，哈恩就已和希爾登同属科隆總教区，即使后来貝格伯國成立，哈恩最初也是该领土内的飛地。大約在西元850年，於舊教堂廣場上建造了一座前羅馬式教堂，並於935年由科隆大主教维希弗里德祝聖。當時，該教堂仍隸屬於希爾登的主教堂。
1386年，從希爾登經哈恩至埃爾伯費爾德的道路（即今日的德國聯邦公路228號）首次在文獻中記載。哈恩在20世紀前發展蓬勃的磨坊業與織布業，分別可追溯至1589年和1724年。
在16世纪中後期，哈恩的教會受宗教改革影響而成為福音派。
直至1806年，哈恩、上格吕滕和格吕滕都属于貝格伯國的索林根公署，埃尔沙伊德则属于梅特曼公署。1808年，哈恩、埃爾沙伊德、米尔拉特（今埃克拉特）、格吕滕、舍勒和與松博恩等城镇均歸於法國統治，並合併為「哈恩市政府」（Mairie Haan）。1815年，该市鎮被划归普鲁士轉由普魯士統治，並改制為普魯士的市政辦事處（Bürgermeisterei）。 當時，哈恩的市政辦事處包括七個特定的戶籍區：哈恩教區（Kirchspiel Haan）、埃爾沙伊德社區（Honschaft Ellscheid）、米爾拉特社區（Honschaft Millrath）、格吕滕社區（Honschaft Gruiten）、舍勒社區（Honschaft Schöller）、上格吕滕社區（Honschaft Obgruiten）與松博恩教區（Kirchspiel Sonnborn）。
隨著1841年「埃尔伯费尔德 — 格吕滕 — 杜塞尔多夫」鐵路以及1867年「奧利希斯—格吕滕線」完工，哈恩加入了不断扩张的铁路网中。 
同年，松博恩脫離哈恩的市政辦事處。1894年，哈恩亦退出該市政辦事處。之後米爾拉特、格吕滕與舍勒組成了新的市政辦事處，後來被稱為格吕滕公署（Amt Gruiten）。
1899年，哈恩接入由本拉特（今屬杜塞爾多夫）經希爾登通往福溫克爾（今屬伍珀塔尔）的電車線路。1921年，哈恩正式獲得城市權利。
1944年至1945年之交，第二次世界大戰在哈恩留下明顯的痕跡，住宅區在元旦前後遭受轟炸，70人喪生。1945年4月16日，美軍進駐，並於同年7月由英軍接替。
1956年，天主教會以現代化的聖克里桑圖斯與達里亞教堂（St. Chrysanthus und Daria）取代建於1869年的新哥德式教堂。
自2017年7月14日起，哈恩依據北萊茵-西發利亞邦市政法第13條第3款，正式獲得「花園城市」（Gartenstadt）的稱號。此前，該市一直自稱為「花園城市」。19世紀時，住宅建築通常附設深庭園，種子貿易亦在該城經濟中扮演重要角色。

## 地理
哈恩位于贝格地区西部，伍珀塔尔西南12千米、杜塞尔多夫以东20千米处。

## 友好城市
哈恩与以下城市结为友好城市：
- 法國 厄镇（1967年）
- 英格兰 特威德河畔贝里克（1982年）
- 德国 巴特劳赫施泰特（1990年）
- 波蘭 多布羅津（2004年）